# Maytenus sprucei
Maytenus sprucei là một loài thực vật có hoa trong họ Dây gối. Loài này được Briq. mô tả khoa học đầu tiên năm 1919.